# Jean Keppene
Jean Baudouin Jules Keppenne (Luik, 25 augustus 1851 - 29 maart 1918) was een Belgisch senator.

## Levensloop
Keppenne was notaris en werd gemeenteraadslid van Luik.
Hij werd verkozen tot senator voor het arrondissement Luik:
- van 1902 tot 1908 voor de Liberale Partij, waar hij tot de progressieve strekking behoorde
- van 1912 tot aan zijn dood voor de socialistische Belgische Werkliedenpartij.[1]